# Ренне
Ренне (швед. Rönne å, також Rönneån) — річка на півдні Швеції, у лені Сконе. Довжина річки, залежно від визначення місця витоку, становить 83 — 120 км, площа басейну  — 1896,6 км². На річці побудовано 3 ГЕС малої потужності.

## Географія
Витоком річки Ренне є озеро Рінгшен. Інколи частиною річки Ренне розглядається річка Гербюон (швед. Hörbyån), що бере початок біля західних схилів кряжу Ліндередсосен (швед. Linderödsåsen) і впадає у озеро Рінгшен. Довжина річки Ренне від озера Рінгшен становить 83 км, від кряжу Ліндередсонен — 120 км. Річка протікає у північно-західному напрямку, впадає у затоку Шельдервікен протоки Каттегат. Біля гирла річки лежить місто Енгельгольм. Долина річки являє собою рівнину.
Найбільшими притоками річки Ренне є Ієдбюон (швед. Yedbyån) і Решеон (швед. Rösjöån).

## ГЕС
На річці побудовано 3 ГЕС загальною встановленою потужністю 2,326 МВт та з середнім річним виробництвом близько 11,6 млн кВт·год.